# Geoficticus
Een geoficticus is een beoefenaar van geofictie. Geofictici maken bijvoorbeeld politieke en geografische onderdelen voor hun plaats, gebied of wereld, of ze tekenen kaarten, of ze maken talen. Schrijvers van fantasy en sciencefiction zijn vaak ook geofictici.